# Casa Seró
La Casa Seró és un monument del municipi d'Almenar (Segrià) protegit com a bé cultural d'interès local.

## Descripció
La casa Seró és un edifici entre mitgeres, amb mur de càrrega centrat i perpendicular al carrer. La planta és rectangular i té una d'amplada entre els 10,60 m i 15 m i profunditat de 25,50 m. L'immoble consta de soterrani, planta baixa, entresòl, planta noble, pis i golfes. Al soterrani hi ha un cup de pedra en molt bon estat de conservació i pou d'aigua. Hi ha unes arcades molt antigues que posen de manifest que la construcció s'erigí damunt d'unes altres preexistents. L'entresòl feia funcions de magatzem. L'escalinata que dona accés a la planta noble és de graons ceràmics i barana de forja. Una caixa d'escala secundària per accedir a la resta de l'edifici.
A la planta noble destaca la sala principal decorada per relleus clàssics a les quatre parets i enteixinat de fusta amb decoració floral molt ben conservat. El paviment és de ceràmica catalana. Les portes són de fusta treballada. A la planta segona hi ha dos habitatges individuals. Al damunt hi ha les golfes que respiren gràcies a les obertures de forma quadrada disposades en diagonal
La façana presenta un aplacat de pedra d'uns dos metres. A continuació hi ha un revestiment de morter que imita la pedra. Les obertures són uniformes i ordenades, amb un relleu perimetral que les emmarca. Les balconeres de la primera planta sobresurten, les de la segona no, tenen baranes de forja. La coberta, de teula àrab, és a dues aigües amb el carener paral·lel a la façana.

## Història
La casa Seró és un exemple representatiu d'una casa d'un terratinent de la baixa edat mitjana. La nissaga dels Seró és una de les més antigues de la vila d'Almenar es remunta al segle xiv. En aquest moment tenien el domicili en un altre indret. Els Seró van lluitar per aconseguir l'emancipació dels senyors de la contrada, els Carcassona-Icart, al llarg dels segles XV i XVI. En diverses ocasions ocupen el càrrec de paers en cap i formen part del Consell General de la Vila dels segles xvi i xvii. El cognom Seró es va extingir quan la pubilla Rita Seró Torres va casar-se amb el noble Carles Ramon d'Asprer i Asprer l'any 1785. En aquella època la família vivia a la casa del carrer Major, 3.